# Irving Reis
Irving Reis (n. 7 mai 1906, New York City, New York, SUA – d. 3 iulie 1953, Woodland Hills⁠(d), California, SUA) a fost un producător și regizor de programe radio și regizor de film.

## Biografie
Reis este creatorul programului antologic experimental pentru radio, Columbia Workshop. A lucrat la filme ca Enchantment, Roseanna McCoy, The Big Street sau la adaptarea pentru ecran a piesei de teatru a lui Arthur Miller, All My Sons (1948). Reis a mai regizat filmul The Four Poster, bazat pe o piesă de teatru omonimă de Jan de Hartog.
Reis era american de origine evreiască (de asemenea, Reis este un nume portughezo-sefard), fiind îngropat în cimitirul evreiesc Hillside Memorial Park (unde, de 70 de ani, sunt îngropați evrei din comunitatea California de sud).

## Filmografie
- Trout Fishing  (1932)
- One Crowded Night (1940)
- I'm Still Alive (1940)
- Footlight Fever (1941)
- The Gay Falcon (1941)
- Weekend for Three (1941)
- A Date with the Falcon (1942)
- The Falcon Takes Over (1942)
- The Big Street (1942)
- Hitler's Children (1943)
- Crack-Up (1946)
- The Bachelor and the Bobby-Soxer (1947)
- All My Sons (1948)
- Enchantment (1948)
- Roseanna McCoy (1949)
- Dancing in the Dark (1949)
- Of Men and Music (1951)
- Three Husbands (1951)
- New Mexico (1951)
- The Fourposter (1952)

## Legături externe
- Irving Reis la Internet Movie Database
- Irving Reis la Find a Grave